# Ист Сандвич (Масачусетс)
Ист Сандвич (енгл. East Sandwich) насељено је место без административног статуса у америчкој савезној држави Масачусетс.

## Демографија
По попису из 2010. године број становника је 3.940, што је 220 (5,9%) становника више него 2000. године.
| Група             | 2000.         | 2010.         |
| Белци             | 3.651 (98,1%) | 3.833 (97,3%) |
| Афроамериканци    | 8 (0,2%)      | 9 (0,2%)      |
| Азијати           | 13 (0,3%)     | 27 (0,7%)     |
| Хиспаноамериканци | 25 (0,7%)     | 43 (1,1%)     |
| Укупно            | 3.720         | 3.940         |